# Петър Куленски
Петър Николаев Куленски е български юрист и политик от „Продължаваме промяната“. Народен представител е в XLVII, XLVIII и XLIX народно събрание до избирането му за кмет на Пазарджик на местните избори през 2023. 

## Биография
Куленски е роден на 24 януари 1986 в град Пазарджик. Учи в Езиковата гимназия „Бертолт Брехт“ в града, а след това завършва специалност „Право“ в Софийския университет „Св. Климент Охридски“. Притежава и магистърска степен по „Публични финанси“. Има над 12 години практика като юрист, адвокат и партньор в българо-немска адвокатска кантора, специализираща в предоставянето на правна помощ на чуждестранни компании, които искат да оперират в България.

## Политическа кариера
Куленски е избран за народен представител от листата на „Продължаваме промяната“ в 13-и МИР – Пазарджик в XLVII и XLVIII народно събрание, където е заместник-председател на парламентарната група. Преизбран е от листата на ПП-ДБ по време на изборите за XLIX народно събрание. Бил е член на Комисията по правни въпроси, Комисията по здравеопазване и Комисията по въпросите на децата, младежта и спорта.
Издигнат е от ПП-ДБ за кандидат за кмет на Пазарджик на местните избори през 2023 г. На първия тур се класира втори с 16,17%, на втория тур печели срещу действащия кмет Тодор Попов с 53,94% от вота.
Официално встъпва в длъжност на 16 ноември 2023.

## Личен живот
Петър Куленски е семеен, с едно дете.